# 미셸 이달고
미셸 프랑수아 이달고(프랑스어: Michel François Hidalgo; 1933년 3월 22일, 노르-파-드-칼레 지방 르프랭쿠크 ~ 2020년 3월 26일, 프로방스-알프-코트 다 쥐르 지방 마르세유)는 프랑스의 전 프로 축구 선수이자 감독이다. 그는 1976년부터 1984년까지 프랑스 국가대표팀 감독을 역임해 안방에서 열린 유로 1984에서 우승을 거두었고, 1982년 월드컵에서도 4위의 성적을 냈다.

## 유년 시절
미셸 프랑수아 이달고는 1933년 3월 22일에 북부의 르프랭쿠크에서 출생했다. 그는 스페인계 부친과 프랑스계 모친 사이에 북부 프랑스에서 태어나, 노르망디 지방에서 유년기를 보내며 축구를 시작했다. 그의 이름은 멕시코 독립운동가 미겔 이달고 이 코스티야에서 이름을 땄다.

## 클럽 경력
미드필더로 활약한 이달고는 노르망드 스포츠단(Union Sport de Normande) 소속으로 노르망디 유소년 리그를 우승하고 르 아브르에 입단해 2년을 활약했고, 이후 랭스로 이적해 1955년에 리그 우승을 거두고, 1956년에 레알 마드리드와 유러피언컵 결승전을 펼쳐 득점을 기록했지만, 결과는 3-4 패였다.
로셰의 도움으로, 그는 모나코로 이적해 리그를 2번 우승하고 쿠프 드 프랑스도 2번 들어올렸다. 1964년부터 1970년까지, 그는 UNFP의 선수 관리자를 역임했다.

## 국가대표팀 경력
국가대항전에서, 이달고는 1962년에 프랑스 국가대표팀 일원으로 이탈리아전에 딱 1번 출전했다.

## 감독 경력
이달고는 1967년에 모나코 2군의 지휘봉을 잡아 지휘자로서의 길에 들었고, 1968년부터 1969년까지는 망통의 선수 겸 감독을 맡았다. 1976년 3월 27일, 그는 슈테판 코바치의 후임으로 프랑스 국가대표팀 감독으로 취임했는데, 그 전까지 이달고는 코바치 감독의 수석코치로 보좌했는데, 당시 프랑스는 주요 대회에 출전하지 못하는 암흑기를 맞이했었다. 그는 선수단에 플레이메이커이자 나중에 주장이 된 미셸 플라티니를 합류시켜 연전연승을 이끄며 프랑스 축구 역사의 한장을 장식했다. 1978년 월드컵에서 1차 조별 리그에 일찍 탈락한 후, 이달고는 1982년 월드컵에서 준결승전까지 올랐지만, 서독과 연장전까지 3-3의 대접전을 벌이고 승부차기 끝에 패했다. 프랑스는 이 대회를 4위로 마감했다. 1984년, 그는 안방에서 열린 유로 1984에서 우승을 거두었는데, 파리에서 열린 스페인과의 결승전을 2-0으로 이겼다. 프랑스는 이 대회 우승으로 주요 대회에서 사상 첫 우승을 거두었다. 흥미로운 공격 지향적인 축구로 프랑스 국가대표팀 선수단에서 채택한 전술은 언론 매체에서 "샹파뉴 축구"로 통했다. 이달고는 프랑스 "마방진"(carré magique) 설계자로도 평가되었는데, 마방진은 1980년대 프랑스 국가대표팀의 창의적이고 재능이 충만한 중원의 4인방에 붙은 별명으로, 당시 중원을 맡은 4명의 선수들은 미셸 플라티니, 알랭 지레스, 장 티가나, 그리고 루이스 페르난데스였다.
대회 우승 후, 그는 지휘봉을 수석 코치였던 앙리 미셸에게 넘겼고, 국립 기술위원장으로 1986년까지 역임했고, 그 후로는 마르세유의 단장을 맡았다. 그는 1991년까지 일선에서 활동한 후, 텔레 몬테-카를로의 축구 프로그램 내일은 축구다(Demain, c'est foot)에서 평론가로 활동했다.

## 최후
이달고는 2020년 3월 26일, 마르세유에서 향년 87세로, 오랜 투병 끝에 영면에 들었다.

## 수상

### 선수
랭스
- 디비시옹 1: 1954–55
- 트로페 데 샹피옹: 1955
- 유러피언컵 준우승: 1955–56

모나코
- 디비시옹 1: 1960–61, 1962–63
- 쿠프 드 프랑스: 1959–60, 1962–63
- 트로페 데 샹피옹: 1961

### 감독
프랑스
- 유럽 선수권 대회: 1984[4]

개인
- 프랑스 올해의 감독: 1982
- 유럽 올해의 감독 - 제프 헤어베어거 상: 1984
- 월드 사커 올해의 감독: 1984
- 구에린 스포르티보 올해의 감독: 1984